# 三天屋多嘉雄
三天屋 多嘉雄（みそらや たかお、真正女澤正劇　沢一門　三天屋座長、1980年9月6日 - ）は、伝統劇能　大衆演劇　出身の役者。

脚本家、映画監督、演出家としても活動している。沢竜二一門花形座長（竜 多嘉雄）から改名。

## 人物
福岡県出身。
真正女澤正劇　沢竜二の一門後継者
東京工業大学大学院社会理工学価値システム修了
文化人類学学術修士取得。学位「東京工業大学大学院社会理工学価値システム修士号」
「演戯の実践〜大衆演劇と現代演劇における制作過程の比較から、演劇的人格形成を考察〜」
演戯実践論の第一人者
地上波ドラマの「人生のメソッド」シリーズの監督・脚本・主演を務める。
真正女澤正劇をモデルに描いた映画「邯鄲の夢」が
Cannes World Film Festival フランスのカンヌ世界映画祭　2冠受賞
ベルリンフイルムアワード　長編ドラマ　最優秀賞
ロンドン国際映画祭　　　　アジア部門　最優秀賞

## 来歴
- 蜷川幸雄が演劇の神とまで言った沢竜二の末弟子。
- 沢竜二一門から大衆演劇界から役者でデビュー年間400本を超える舞台に立つ。
- ニューヨークでの一座公演を成功させ当時の地元紙に取り上げられる。
- 沢竜二一門の花形座長、竜多嘉雄として活動。
- 2011年、東京工業大学大学院社会理工学価値システムに入学。
- 演戯行為を文化人類学、宗教学をベースに日常から考察する論文を提出。
- 有限会社福陽開発　代表取締役
- 三天興業株式会社　取締役

## 出演

### 舞台
- ニューヨークブロードウェイ公演　シアターオブニューヨーク
- ロサンゼルス公演「帰ってきた男」
- ブラジル公演「つぼさか情話」
- 「流れる雲よ」（草部文子） ※ギャラクシー賞受賞作品
- 浅草公会堂「無法松の一生」花形襲名公演
- 全国座長大会浅草公会堂
- 他、沢一門公演年間500公演

### 受賞
● Berlin Film Awards（ベルリンフィルムアワード）
　・BEST DRAMA（ドラマ部門最優秀賞）
　● Cannes World Film Festival - Remember the Future（カンヌ世界映画祭）
　・BEST NEW WAVE FILMMAKER（ニューウェーブフィルムメーカー部門最優秀賞）
　・BEST ASIAN FILM（アジア部門最優秀賞）
　●　Cannes World Film Festival - Remember the Future（カンヌ世界映画祭）
　・BEST NARRATIVE FEATURE FILM（長編部門）
　・BEST DRAMA FILM（ドラマ部門）
　・BEST FOREIGN FILM（外国語賞）
　・BEST CINEMATOGRAPHY（撮影部門）
　・BEST FIRST TIME FILMMAKER FEATURE（初監督作品部門）
　● ブエノスアイレス国際映画祭（ブエノスアイレス国際映画祭）
　・長編映画フィクション（長編映画フィクション部門）
　● シリコンバレー国際映画祭（シリコンバレー国際映画祭）
　● 国際多文化映画祭（国際マルチカルチャー映画祭）
　● ウガンダ映画Festival（ウガンダ映画祭）
　・BEST INTERNATIONAL FILM（国際映画部門）
　●ロンドン国際映画祭（アジア部門最優秀賞）

### 監督・脚本
- 「邯鄲の夢」劇場公開作品（2023年）
- 「人生のメソッドシリーズ」
  - 「人生のメソッド〜明治一代女編〜」（2016年）
  - 「人生のメソッド〜大賀屋薬局編〜」（2016年10月）
  - 「人生のメソッド〜英進館編〜」（2017年5月）
  - 「よろとく満タン」（2019年6月）
- 「泣き虫兄弟」
- 「泥棒道中」
- 「パペットは語る」 ※日本演劇出典作品

他

### 出演映画・DVD
- 「ありがとう」
- 「邯鄲の夢」
- 「いのちのコール　ミセスインガを知っていますか」
- 「無法松の一生」（沢竜二監督）
- 「関東三宅島遊郭伝」
- 「国定忠治」

他

### 音楽
- 「アオハル」
- 「バンザイのメソッド」

『人生のメソッド』主題歌
- 「my true self」

スマホゲーム『どっかーん海賊』主題歌プロデュース
- 「虹の航路」

スマホゲーム『官兵衛の野望』主題歌
- 「銀色の飴」（リリース予定）

スマホゲーム『どっかーん海賊団』「虹の航路」主題歌
カヨチャンネル博多美人クエスト主題歌「ヒカリ届くまで」

### PV監督作品
- 「I LOVE U」

### TV
- 『サンデージャポン』（TBSテレビ）
- 『真相報道 バンキシャ!』（日本テレビ）
- 『密着取材（沢一門）』（NHK）
- 『密着取材（沢一門）』（テレビ東京）
- 『人生のメソッド〜大賀屋薬局編〜』（2016年）
- 『人生のメソッド〜英進館編〜』（2017年）

### 報道
- 『熱烈発信!福岡NOW』（グッドラッグスリー）（2014年）
- 『ルックアップ福岡TVQ』（2014年）

### ラジオ
- 『三天屋のミソ～ライフ・ディクショナリー～』(FM FUKUOKA)（2025年）

他